# 錦岡
錦岡（にしきおか）は、北海道苫小牧市の字。住居表示未実施。

## 地理
苫小牧市の西部に位置し、住居表示を実施し分離した各町（後述）のほか、東は字樽前、西は字糸井、北は字丸山、千歳市モラップと接している。

## 地名の由来
錦岡の地は古くから錦多峰（ニシタップ）と呼ばれていた。語源はアイヌ語だが、意味は諸説ある。
- ニ・シタプ（樹木 収縮する ところ）
- ニ・ウシ・タプ（木の多い山）
- ニシ・タップ（雲、頂をおおう山）

1944年（昭和19年）1月1日、苫小牧町の字名改称地番整理の際、アイヌ語の簡易化と二文字までの字数制限のため、錦岡に改められた。

## 歴史
錦岡は元々、漁業の出稼ぎ場として発展したもので、初期には覚生が中心地で小学校も設置されていた。1894年（明治27年）、青森県から現錦岡駅付近に3戸が移住。漁業のかたわら農事に従事した。1898年（明治31年）2月1日、北海道炭鉱鉄道錦多峰駅が設置された。
1902年（明治35年）2級町村制を施行し樽前村、覚生村、錦多峰村、小糸魚村、苫小牧村、勇払村、植苗村が合併し、苫小牧村となる。
大正時代に入ると、地区の中心は錦多峰に移り、駐在所、保線区、運送店などが設けられ、駅を中心に人口が密集した。大正11年8月、覚生尋常小学校は錦多峰尋常小学校に改称し、10月、現在地に移転した（現在の錦岡小学校）。大正末期には漁業のほかに農業、木炭製造も盛んになった。
苫小牧の字名、地番の多くはアイヌ語をそのまま使用しており読みずらく、字の境界も曖昧だった。こうした不便を解消するため、1944年（昭和19年）1月1日、大字錦多峰村と大字覚生村の一部を合併、大字を廃止し、字錦岡に改称した。（昭和25年）には駅名も錦岡駅に改められた。
戦後苫小牧は港湾の築設、臨海工業地帯の造成に伴い、錦岡、糸井地区は住宅地として一変した。1964年（昭和39年）から市は錦岡団地の造成を開始。一般住宅地の造成も相次ぎ、新しい住宅団地が形成され、人口も急速に増加した。

### 住居表示の実施
1973年（昭和48年）3月から錦岡土地区画整理組合により、錦岡鉄北地区の区画整理事業が進められた。市は区画整理事業の完了に併せて新町の設定をし、1977年（昭和52年）4月16日、澄川町、ときわ町が分離し、設置された。
1990年（平成2年）10月1日、澄川町四丁目と五丁目、ときわ町三丁目が分離。1993年（平成5年）11月1日、美原町、のぞみ町、宮前町、もえぎ町、青雲町、明徳町が分離。
2018年（平成30年）10月1日、錦西町、北星町が分離

## 年表
- 1898年（明治31年）2月1日 - 北海道炭鉱鉄道錦多峰駅が設置。
- 1902年（明治35年） - 2級町村制を施行し樽前村、覚生村、錦多峰村、小糸魚村、苫小牧村、勇払村、植苗村が合併し、苫小牧村となる
- 1944年（昭和19年）1月1日 - 大字錦多峰村と大字覚生村の一部を合併し、字錦岡に改称[9][7]。
- 1977年（昭和52年）4月16日 - 澄川町、ときわ町が分離[13]。
- 1990年10月1日 - 澄川町四丁目と五丁目、ときわ町三丁目が分離[14]。
- 1993年（平成5年）11月1日 - 美原町、のぞみ町、宮前町、もえぎ町、青雲町、明徳町が分離[15]。
- 2018年（平成30年）10月1日 - 錦西町、北星町が分離[16]

## 世帯数と人口
2024年（令和6年）10月末現在の世帯数と人口は以下の通りである。
| 世帯数 | 人口 |
| ------ | ---- |
| 586    | 913  |

## 小・中学校の学区
市立小・中学校に通う場合、学区は以下の通りとなる。
|      |                              | 小学校               | 中学校               |
| ---- | ---------------------------- | -------------------- | -------------------- |
| 錦岡 | 1~50番地                     | 苫小牧市立澄川小学校 | 苫小牧市立啓明中学校 |
| 錦岡 | 51~70番地                    | 苫小牧市立錦岡小学校 | 苫小牧市立緑陵中学校 |
| 錦岡 | 71~266番地                   | 苫小牧市立錦岡小学校 | 苫小牧市立凌雲中学校 |
| 錦岡 | 268・271番地                 | 苫小牧市立錦岡小学校 | 苫小牧市立凌雲中学校 |
| 錦岡 | 272~327番地                  | 苫小牧市立錦岡小学校 | 苫小牧市立凌雲中学校 |
| 錦岡 | 328番地                      | 苫小牧市立錦岡小学校 | 苫小牧市立凌雲中学校 |
| 錦岡 | 329~330番地                  | 苫小牧市立錦岡小学校 | 苫小牧市立凌雲中学校 |
| 錦岡 | 331~333番地                  | 苫小牧市立錦岡小学校 | 苫小牧市立緑陵中学校 |
| 錦岡 | 334~427番地                  | 苫小牧市立錦岡小学校 | 苫小牧市立凌雲中学校 |
| 錦岡 | 433~442番地                  | 苫小牧市立澄川小学校 | 苫小牧市立啓明中学校 |
| 錦岡 | 443~449番地                  | 苫小牧市立澄川小学校 | 苫小牧市立緑陵中学校 |
| 錦岡 | 450~453番地                  | 苫小牧市立澄川小学校 | 苫小牧市立啓明中学校 |
| 錦岡 | 459番地                      | 苫小牧市立澄川小学校 | 苫小牧市立啓明中学校 |
| 錦岡 | 461番地                      | 苫小牧市立澄川小学校 | 苫小牧市立啓明中学校 |
| 錦岡 | 463~464番地                  | 苫小牧市立錦岡小学校 | 苫小牧市立凌雲中学校 |
| 錦岡 | 466番地                      | 苫小牧市立澄川小学校 | 苫小牧市立啓明中学校 |
| 錦岡 | 471番地                      | 苫小牧市立澄川小学校 | 苫小牧市立啓明中学校 |
| 錦岡 | 472・473番地                 | 苫小牧市立錦岡小学校 | 苫小牧市立凌雲中学校 |
| 錦岡 | 476~478番地                  | 苫小牧市立錦岡小学校 | 苫小牧市立凌雲中学校 |
| 錦岡 | 479~481番地                  | 苫小牧市立澄川小学校 | 苫小牧市立啓明中学校 |
| 錦岡 | 482~490番地                  | 苫小牧市立錦岡小学校 | 苫小牧市立凌雲中学校 |
| 錦岡 | 491~493番地 うぐいす団地以外 | 苫小牧市立錦岡小学校 | 苫小牧市立凌雲中学校 |
| 錦岡 | 491~493番地 うぐいす団地内   | 苫小牧市立錦岡小学校 | 苫小牧市立緑陵中学校 |
| 錦岡 | 494番地                      | 苫小牧市立錦岡小学校 | 苫小牧市立凌雲中学校 |
| 錦岡 | 495~508番地                  | 苫小牧市立錦岡小学校 | 苫小牧市立凌雲中学校 |
| 錦岡 | 518~520番地                  | 苫小牧市立錦岡小学校 | 苫小牧市立凌雲中学校 |
| 錦岡 | 576~580番地                  | 苫小牧市立錦岡小学校 | 苫小牧市立凌雲中学校 |
| 錦岡 | 581番地                      | 苫小牧市立錦岡小学校 | 苫小牧市立凌雲中学校 |
| 錦岡 | 582・583番地                 | 苫小牧市立錦岡小学校 | 苫小牧市立凌雲中学校 |
| 錦岡 | 584~588番地                  | 苫小牧市立錦岡小学校 | 苫小牧市立凌雲中学校 |
| 錦岡 | 647番地（鉄南地区）          | 苫小牧市立錦岡小学校 | 苫小牧市立凌雲中学校 |

## 交通

### 道路
- 道央自動車道苫小牧西インターチェンジ
- 国道36号線
- 北海道道781号苫小牧環状線
- 北海道道141号樽前錦岡線

### バス
- 道南バスの登別温泉行きが経由している[19]ほか、市内路線を道南バスが運行している[20]。

### 鉄道
- 最寄駅は宮前町の錦岡駅

## 施設

### 鉄南地区（室蘭本線以南）
- ダイナム 苫小牧店ゆったり館[21]
- スーパーセンタートライアル苫小牧西店[22]

### 鉄北地区（室蘭本線以北）
- 北海道ゴルフ倶楽部[23]
- 苫小牧工業高等専門学校
- 苫小牧西インターチェンジ
- 錦多峰浄水場[24]
- 樽前カントリークラブ
- 樽前サービスエリア
- 錦大沼公園

## その他

### 日本郵便
- 郵便番号: 059-1275[3]（集配局：苫小牧郵便局[25]）。

### 警察
管轄する警察署、交番・派出所は以下の通りである。
| 丁目・字 | 警察署       | 交番・派出所 |
| -------- | ------------ | ------------ |
| 全域     | 苫小牧警察署 | 錦岡交番     |